# Selección de fútbol sub-19 de Gales
La selección de fútbol sub-19 de Gales es la selección nacional de fútbol sub-19 de Gales y está dirigida por la Asociación de Fútbol de Gales. El equipo compite en el Campeonato Europeo de la UEFA Sub-19 que se celebra cada año.
En 2019, el equipo se clasificó por primera vez para la Ronda Élite del Campeonato Europeo de la UEFA Sub-19. En 2020 se clasificó una vez más, después de encabezar su grupo de clasificación por primera vez.

## Historia reciente
El equipo sub-19 es un campo de pruebas para jóvenes talentosos. Jugadores internacionales completos como Gareth Bale, Joe Allen y Wayne Hennessey, así como la mayor parte del actual equipo sub-21 de Gales, han progresado en el equipo.

## Participaciones

### Torneo Juvenil de la FIFA
| Año   | Resultado        | Pos.         |
| ----- | ---------------- | ------------ |
| 1948  | Cuartos de final | 8.º          |
| 1949  | No participó     | No participó |
| 1954  | No participó     | No participó |
| Total | 0 títulos        | 1/7          |

### Torneo Juvenil de la UEFA
| Año   | Resultado      | Pos.         |
| ----- | -------------- | ------------ |
| 1955  | No participó   | No participó |
| 1962  | No participó   | No participó |
| 1963  | Eliminatoria   | Eliminatoria |
| 1964  | No participó   | No participó |
| 1969  | No participó   | No participó |
| 1970  | Fase de grupos | 13.º         |
| 1971  | Fase de grupos | 13.º         |
| 1972  | Eliminatoria   | Eliminatoria |
| 1973  | Eliminatoria   | Eliminatoria |
| 1974  | Fase de grupos | 8.º          |
| 1975  | Fase de grupos | 10.º         |
| 1976  | Fase de grupos | 5.º          |
| 1977  | Eliminatoria   | Eliminatoria |
| 1980  | Eliminatoria   | Eliminatoria |
| Total | 0 títulos      | 5/26         |

### Campeonato Europeo Sub-18
| Año   | Resultado      | Pos.         |
| ----- | -------------- | ------------ |
| 1981  | Fase de grupos | 6.º          |
| 1982  | Eliminatoria   | Eliminatoria |
| 2001  | Eliminatoria   | Eliminatoria |
| Total | 0 títulos      | 1/17         |

### Campeonato Europeo Sub-19
| Año   | Resultado             | Pos.                  |
| ----- | --------------------- | --------------------- |
| 2002  | Eliminatoria          | Eliminatoria          |
| 2013  | Eliminatoria          | Eliminatoria          |
| 2014  | Ronda Élite           | Ronda Élite           |
| 2015  | Fase de clasificación | Fase de clasificación |
| 2016  | Clasificación         | Clasificación         |
| 2017  | Fase de clasificación | Fase de clasificación |
| 2019  | Fase de clasificación | Fase de clasificación |
| 2021  | Por determinar        | Por determinar        |
| 2022  | Por determinar        | Por determinar        |
| Total | 0 títulos             | 0/18                  |

## Jugadores

### Plantilla actual
Los jugadores nacidos a partir del 1 de enero de 2001 son elegibles para el Campeonato Europeo de la UEFA Sub-19 2020. Los jugadores en negrita han alcanzado partidos internacionales completos. Clubes a la fecha del anuncio.
La selección sub-19 convocada para el partido amistoso contra Inglaterra el 14 de octubre de 2020.
| No. | Pos.           | Jugador        | Fecha de nacimiento (edad)         | Pdos. | Goles | Club              |
| --- | -------------- | -------------- | ---------------------------------- | ----- | ----- | ----------------- |
| 1   | Portero        | Eddie Beach    | 14 de noviembre de 2003 (18 años)  | 6     | 0     | Southampton       |
| 12  | Portero        | Lewis Ridd     | 9 de agosto de 2004 (17 años)      | 3     | 0     | Ipswich Town      |
| 2   | Defensa        | Harry Jones    | 8 de octubre de 2003 (18 años)     | 6     | 0     | Swansea City      |
| 3   | Defensa        | Tom Davies     | 11 de noviembre de 2003 (18 años)  | 3     | 0     | Cardiff City      |
| 4   | Defensa        | Matthew Baker  | 6 de febrero de 2003 (18 años)     | 6     | 0     | Stoke City        |
| 13  | Defensa        | Callum Wood    | 28 de febrero de 2003 (18 años)    | 2     | 0     | Bath City         |
| 14  | Defensa        | Zac Williams   | 27 de marzo de 2004 (17 años)      | 2     | 0     | Crewe Alexandra   |
| 5   | Centrocampista | Taylor Jones   | 23 de junio de 2003 (18 años)      | 6     | 0     | Cardiff City      |
| 6   | Centrocampista | Oliver Ewing   | 3 de enero de 2003 (19 años)       | 0     | 0     | Leicester City    |
| 7   | Centrocampista | James Sweet    | 3 de noviembre de 2003 (18 años)   | 0     | 0     | Arsenal           |
| 8   | Centrocampista | Charlie Savage | 2 de mayo de 2003 (18 años)        | 5     | 1     | Manchester United |
|     | Centrocampista | Joe Adams      | 13 de febrero de 2001 (20 años)    | 0     | 0     | Brentford         |
|     | Centrocampista | Sam Pearson    | 26 de octubre de 2001 (19 años)    | 0     | 0     | Weymouth          |
|     | Centrocampista | Callum Jones   | 5 de abril de 2001 (20 años)       | 0     | 0     | Hull City         |
|     | Centrocampista | Luca Hoole     | 2 de junio de 2002 (18 años)       | 0     | 0     | Bristol Rovers    |
|     | Centrocampista | Harry Pinchard | 11 de septiembre de 2001 (19 años) | 0     | 0     | Swansea City      |
|     | Delantero      | Josh Thomas    | 24 de septiembre de 2002 (18 años) | 0     | 0     | Swansea City      |
|     | Delantero      | Isaak Davies   | 25 de septiembre de 2001 (19 años) | 0     | 0     | Cardiff City      |
|     | Delantero      | Kieron Evans   | 19 de diciembre de 2001 (19 años)  | 0     | 0     | Cardiff City      |
|     | Delantero      | Iestyn Hughes  | 31 de octubre de 2002 (18 años)    | 0     | 0     | Manchester United |

## Partidos y resultados recientes
| Campeonato Europeo de la UEFA Sub-19 2019; 26 de marzo de 2019 | Eslovenia                     | 3-0     | Gales | Sportpark Marsdijk, Assen, Países Bajos |                           |
| 13:00                                                          | Matko 24' (pen.) · Prelec 34' | Reporte |       | Árbitro(s): Sergey Ivanov               | Árbitro(s): Sergey Ivanov |

| Campeonato Europeo de la UEFA Sub-19 2019; 13 de noviembre de 2019 | Gales                                 | 3-0     | Polonia | Rodney Parade, Casnewydd, Gales |                              |
| 08:00                                                              | Adams 23' · Pearson 37' · Pattern 53' | Reporte |         | Árbitro(s): Maurizio Mariani    | Árbitro(s): Maurizio Mariani |

| Campeonato Europeo de la UEFA Sub-19 2019; 16 de noviembre de 2019 | Rusia                     | 2-2     | Gales                           | Cardiff International Sports Stadium, Cardiff, Gales |                              |
|                                                                    | Kosarev 30' · Prokhin 85' | Reporte | Williams 66' (pen.), 82' (pen.) | Árbitro(s): Ville Nevalainen                         | Árbitro(s): Ville Nevalainen |

| Campeonato Europeo de la UEFA Sub-19 2019; 19 de noviembre de 2019 | Kosovo | 0-2     | Gales                         | Rodney Parade, Casnewydd, Gales |                              |
|                                                                    |        | Reporte | Pinchard 45+1' · Williams 76' | Árbitro(s): Ville Nevalainen    | Árbitro(s): Ville Nevalainen |